# スターダスト (ホテル)
スターダスト (Stardust Resort & Casino) は、ラスベガス、ストリップ通りにあった巨大カジノホテル。
1958年に開業。末期まで使われた建物は1991年に建設され、人気を博したが、2007年3月13日に爆破解体された。跡地にはエシュロン・プレイスがオープンする予定だったが、2008年8月に中断された。